# William Frawley
William Frawley (* 26. Februar 1887 in Burlington, Iowa, als William Clement Frawley; † 3. März 1966 in Hollywood, Kalifornien) war ein US-amerikanischer Schauspieler.

## Leben

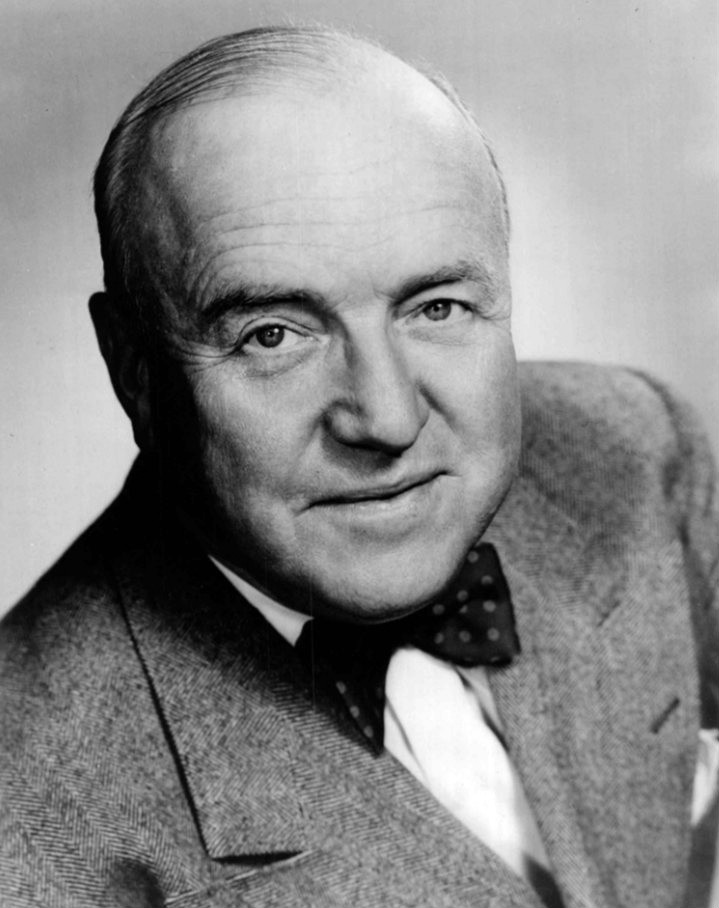
William Frawley

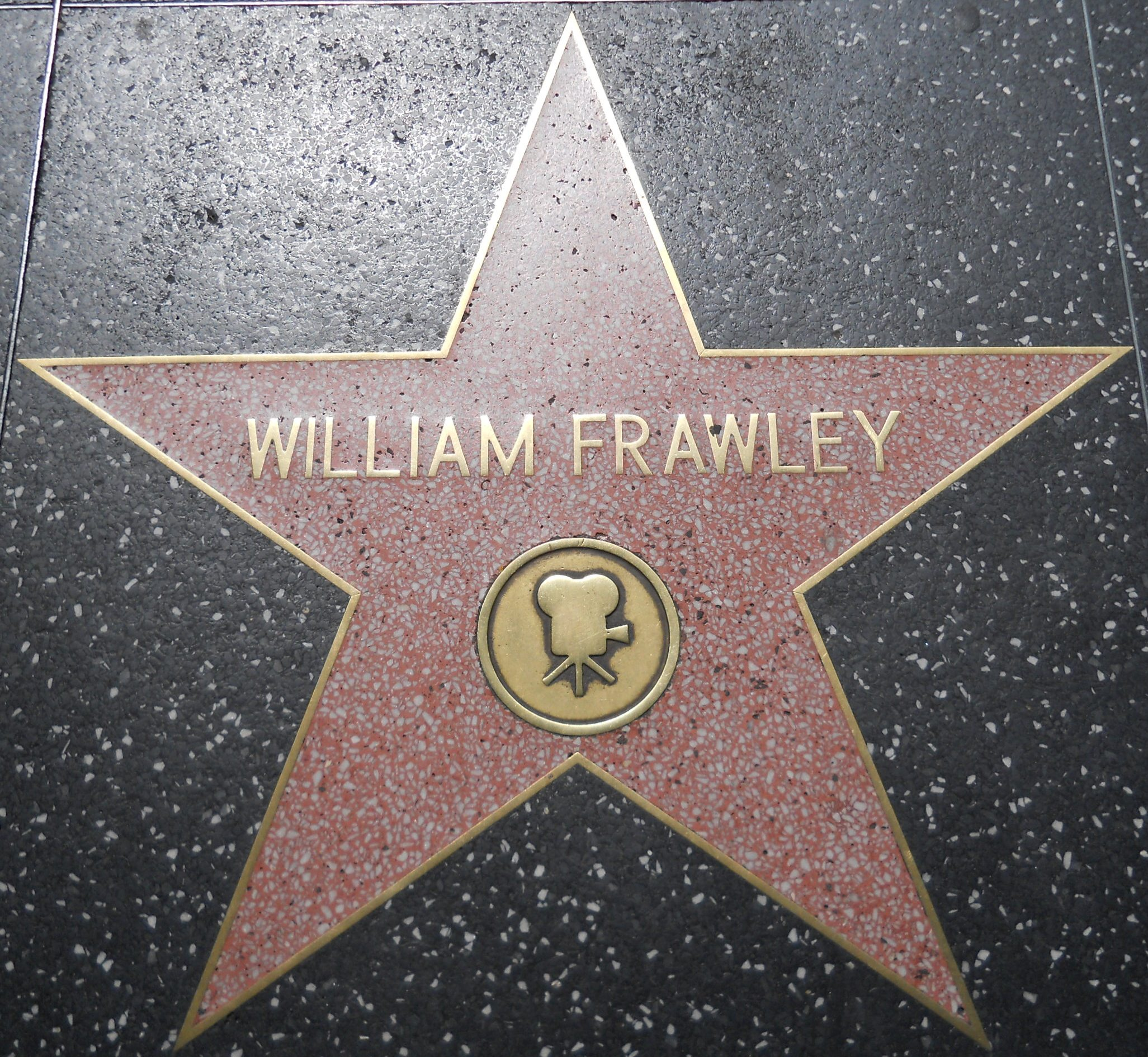
Frawleys Stern auf dem Hollywood Walk of Fame

Geboren und aufgewachsen in Burlington im Bundesstaat Iowa stand William Frawley bereits im Kindesalter auf der Bühne. Er sang im Chor der St. Paul’s Catholic Church und stand auf der Bühne des Burlington Opera House. Seine erste feste Arbeitsstelle hatte er jedoch außerhalb des Showgeschäfts als Stenotypist bei der Union Pacific Railroad. Zusammen mit seinem Bruder trat er nebenbei mit Vaudeville-Nummern auf und zusammen mit dem Pianisten Franz Rath entwickelten die Brüder ein Bühnenprogramm, das sie 1910 nach San Francisco führte.
Dort lernte William Frawley Edna Louise Broedt kennen und heiratete sie 1914. Zusammen ging das Ehepaar mit der Comedyshow Frawley and Louise auf Tournee. Nach der Scheidung von Edna Broedt 1927 verbrachte der Schauspieler einige Zeit in New York und spielte am Broadway, bevor er 1932 nach Hollywood umzog. Dort wurde er von Paramount unter Vertrag genommen und spielte in den folgenden Jahren in über 100 Filmen Nebenrollen.
Anfang der 1950er Jahre wurde er als Ersatz für Gale Gordon von Lucille Ball und Desi Arnaz für deren neue Fernsehserie I Love Lucy engagiert. In der Rolle des Fred Mertz spielte er den Vermieter der von Ball und Arnaz verkörperten Hauptfiguren. Obwohl sich der Schauspieler und seine von Vivian Vance verkörperte Serienehefrau hinter der Kamera nicht leiden konnten, wurde die Serie zum großen Erfolg, sodass die beiden sich arrangieren mussten. Ab 1960 wirkte er mit Meine drei Söhne an einer weiteren erfolgreichen Serie mit, aus der er sich 1965 aufgrund von gesundheitlichen Problemen zurückzog.
William Frawley starb kurz nach seinem 79. Geburtstag an einem Herzinfarkt. Er wurde auf dem San Fernando Mission Cemetery bestattet.

## Auszeichnungen
- 1956: Emmy als Bester Nebendarsteller in einer Fernsehserie für I Love Lucy
- 1957: Emmy als Bester Nebendarsteller in einer Fernsehserie für I Love Lucy
- 1958: Emmy als Bester Nebendarsteller in einer Fernsehserie für I Love Lucy[3]

William wurde ein Stern auf dem Hollywood Walk of Fame für seine Leistungen beim Film gewidmet. Der Stern liegt bei der Adresse 6322 Hollywood Boulevard.

## Filmografie (Auswahl)
- 1916: Lord Loveland Discovers America
- 1929: Turkey for Two
- 1933: Moonlight and Pretzels
- 1934: Wo ist das Kind der Madeleine F.? (Miss Fane's Baby is Stolen)
- 1934: Bolero
- 1934: Shoot the Works
- 1935: Polizeiauto 99 (Car 99)
- 1935: Welcome Home
- 1936: Eine Prinzessin für Amerika (The Princess Comes Across)
- 1936: Strike Me Pink
- 1936: Perlen zum Glück (Desire)
- 1936: Three Married Men
- 1936: Der General starb im Morgengrauen (The General Died at Dawn)
- 1937: Musik in den Fäusten (Something to Sing About)
- 1937: High, Wide and Handsome
- 1938: Mad About Music
- 1938: Touchdown, Army
- 1938: Der gejagte Professor (Professor Beware)
- 1939: Die Abenteuer des Huckleberry Finn (The Adventures of Huckleberry Finn)
- 1939: Stop, Look and Love
- 1940: Opened by Mistake
- 1940: Golden Gloves
- 1940: Dancing on a Dime
- 1940: Rhythm on the River
- 1941: Footsteps in the Dark
- 1941: Die Braut kam per Nachnahme (The Bride Came C.O.D.)
- 1941: Blondie in Society
- 1941: Public Enemies
- 1942: Roxie Hart
- 1942: Der freche Kavalier (Gentleman Jim)
- 1942: It Happened in Flatbush
- 1943: Larceny with Music
- 1944: Alarm im Pazifik (The Fighting Seabees)
- 1944: Lake Placid Serenade
- 1945: Hitchhike to Happiness
- 1945: San Francisco Lilly (Flame of Barbary Coast)
- 1945: Die Dame im Zug (Lady on a Train)
- 1945: Broadway Melodie 1950 (Ziegfeld Follies)
- 1946: The Inner Circle
- 1946: Der Mann aus Virginia (The Virginian)
- 1947: Das Wunder von Manhattan (Miracle on 34th Street)
- 1947: My Wild Irish Rose
- 1947: Eine Göttin auf Erden (Down to Earth)
- 1947: Monsieur Verdoux – Der Frauenmörder von Paris (Monsieur Verdoux)
- 1947: Es begann in Schneiders Opernhaus (Mother Wore Tights)
- 1947: Blondie’s Anniversary
- 1948: Der beste Mann der Stadt (Good Sam)
- 1948: The Babe Ruth Story
- 1948: The Girl from Manhattan
- 1949: Home in San Antone
- 1949: Verlorenes Spiel (East Side, West Side)
- 1949: Rotes Licht (Red Light)
- 1949: Glück in Seenot (The Lady Takes a Sailor)
- 1950: Den Morgen wirst du nicht erleben (Kiss Tomorrow Goodbye)
- 1950: Blondie’s Hero
- 1950: Pretty Baby
- 1951: Auf Sherlock Holmes’ Spuren (Abbott and Costello Meet the Invisible Man)
- 1951: The Lemon Drop Kid
- 1951–1957: I Love Lucy (Fernsehserie, 179 Folgen)
- 1952: Engel der Gejagten (Rancho Notorious)
- 1957–1960: The Lucy-Desi Comedy Hour (Fernsehserie, 13 Folgen)
- 1960–1965: Meine drei Söhne (My Three Sons) (Fernsehserie, 165 Folgen)